# Cho Sung-hwan (cầu thủ bóng đá, sinh 1982)
Đây là một tên người Triều Tiên, họ là Cho.
Cho Sung-hwan (sinh ngày 9 tháng 4 năm 1982) là một hậu vệ bóng đá Hàn Quốc hiện tại thi đấu cho Jeonbuk Hyundai Motors.
Các câu lạc bộ trước đó của anh gồm Suwon Samsung Bluewings, Pohang Steelers, Jeonbuk Hyundai Motors ở Hàn Quốc, Consadole Sapporo ở Nhật Bản, câu lạc bộ Ả Rập Xê Út Al-Hilal và đội bóng Qatar Muaither SC.

## Thống kê câu lạc bộ
| Thành tích câu lạc bộ | Thành tích câu lạc bộ   | Thành tích câu lạc bộ | Giải vô địch | Giải vô địch | Cúp                   | Cúp                   | Cúp Liên đoàn | Cúp Liên đoàn | Châu lục | Châu lục  | Tổng cộng | Tổng cộng |
| Mùa giải              | Câu lạc bộ              | Giải vô địch          | Số trận      | Bàn thắng    | Số trận               | Bàn thắng             | Số trận       | Bàn thắng     | Số trận  | Bàn thắng | Số trận   | Bàn thắng |
| Hàn Quốc              | Hàn Quốc                | Hàn Quốc              | Giải vô địch | Giải vô địch | Cúp KFA               | Cúp KFA               | Cúp Liên đoàn | Cúp Liên đoàn | Châu Á   | Châu Á    | Tổng cộng | Tổng cộng |
| --------------------- | ----------------------- | --------------------- | ------------ | ------------ | --------------------- | --------------------- | ------------- | ------------- | -------- | --------- | --------- | --------- |
| 2001                  | Suwon Samsung Bluewings | K League 1            | 23           | 0            | ?                     | ?                     | 9             | 0             | ?        | ?         |           |           |
| 2002                  | Suwon Samsung Bluewings | K League 1            | 18           | 1            | ?                     | ?                     | 5             | 1             | ?        | ?         |           |           |
| 2003                  | Suwon Samsung Bluewings | K League 1            | 19           | 0            | 1                     | 0                     | -             | -             | -        | -         | 20        | 0         |
| 2004                  | Suwon Samsung Bluewings | K League 1            | 10           | 0            | 0                     | 0                     | 9             | 1             | -        | -         | 19        | 1         |
| 2005                  | Suwon Samsung Bluewings | K League 1            | 0            | 0            | 0                     | 0                     | 6             | 0             | ?        | ?         |           |           |
| 2005                  | Pohang Steelers         | K League 1            | 4            | 0            | 0                     | 0                     | 0             | 0             | -        | -         | 4         | 0         |
| 2006                  | Pohang Steelers         | K League 1            | 23           | 0            | 1                     | 0                     | 5             | 0             | -        | -         | 29        | 0         |
| 2007                  | Pohang Steelers         | K League 1            | 21           | 0            | 4                     | 0                     | 6             | 0             | -        | -         | 31        | 0         |
| 2008                  | Pohang Steelers         | K League 1            | 16           | 1            | 4                     | 0                     | 2             | 0             | 4        | 0         | 26        | 1         |
| Nhật Bản              | Nhật Bản                | Nhật Bản              | Giải vô địch | Giải vô địch | Cúp Hoàng đế Nhật Bản | Cúp Hoàng đế Nhật Bản | Cúp Liên đoàn | Cúp Liên đoàn | Châu Á   | Châu Á    | Tổng cộng | Tổng cộng |
| 2009                  | Consadole Sapporo       | J2 League             | 36           | 0            | 0                     | 0                     | -             | -             | -        | -         | 36        | 0         |
| 2010                  | Consadole Sapporo       | J2 League             | 0            | 0            | 0                     | 0                     | -             | -             | -        | -         | 0         | 0         |
| Hàn Quốc              | Hàn Quốc                | Hàn Quốc              | Giải vô địch | Giải vô địch | Cúp KFA               | Cúp KFA               | Cúp Liên đoàn | Cúp Liên đoàn | Châu Á   | Châu Á    | Tổng cộng | Tổng cộng |
| 2010                  | Jeonbuk Hyundai Motors  | K League 1            | 11           | 2            | 0                     | 0                     | 0             | 0             | 2        | 0         | 13        | 2         |
| 2011                  | Jeonbuk Hyundai Motors  | K League 1            | 27           | 1            | 1                     | 1                     | 0             | 0             | 7        | 2         | 35        | 4         |
| 2012                  | Jeonbuk Hyundai Motors  | K League 1            | 9            | 0            | 0                     | 0                     | -             | -             | 3        | 0         | 12        | 0         |
| Ả Rập Xê Út           | Ả Rập Xê Út             | Ả Rập Xê Út           | Giải vô địch | Giải vô địch | Crown Prince Cup      | Crown Prince Cup      | Cúp Liên đoàn | Cúp Liên đoàn | Châu Á   | Châu Á    | Tổng cộng | Tổng cộng |
| 2013–14               | Al-Hilal                | Professional League   | 13           | 1            | 1                     | 0                     | -             | -             | -        | -         | 14        | 1         |
| Tổng cộng             | Hàn Quốc                | Hàn Quốc              | 181          | 5            |                       |                       | 42            | 2             |          |           |           |           |
| Tổng cộng             | Nhật Bản                | Nhật Bản              | 36           | 0            | 0                     | 0                     | -             | -             | -        | -         | 36        | 0         |
| Tổng cộng             | Ả Rập Xê Út             | Ả Rập Xê Út           | 13           | 1            | 1                     | 0                     | -             | -             | -        | -         | 14        | 1         |
| Tổng cộng sự nghiệp   | Tổng cộng sự nghiệp     | Tổng cộng sự nghiệp   | 230          | 6            |                       |                       | 42            | 2             |          |           |           |           |

## Thống kê đội tuyển quốc gia
| Đội tuyển quốc gia Hàn Quốc | Đội tuyển quốc gia Hàn Quốc | Đội tuyển quốc gia Hàn Quốc |
| Năm                         | Số trận                     | Bàn thắng                   |
| --------------------------- | --------------------------- | --------------------------- |
| 2003                        | 1                           | 0                           |
| 2004                        | 0                           | 0                           |
| 2005                        | 0                           | 0                           |
| 2006                        | 1                           | 0                           |
| 2007                        | 0                           | 0                           |
| 2008                        | 1                           | 0                           |
| 2009                        | 0                           | 0                           |
| 2010                        | 0                           | 0                           |
| 2011                        | 0                           | 0                           |
| 2012                        | 1                           | 0                           |
| Tổng                        | 4                           | 0                           |